# Бломберг
Бломберг (њем. Blomberg) град је у њемачкој савезној држави Северна Рајна-Вестфалија. Једно је од 16 општинских средишта округа Липе. Према процјени из 2010. у граду је живјело 16.497 становника. Посједује регионалну шифру (AGS) 5766016, NUTS (DEA45) и LOCODE (DE BMG) код.

## Географски и демографски подаци
Бломберг се налази у савезној држави Северна Рајна-Вестфалија у округу Липе. Град се налази на надморској висини од 185 метара. Површина општине износи 99,1 km².

## Становништво
У самом граду је, према процјени из 2010. године, живјело 16.497 становника. Просјечна густина становништва износи 166 становника/km².

## Међународна сарадња
| Мјесто     | Држава    | Врста сарадње | Од    |
| ---------- | --------- | ------------- | ----- |
| Папендрехт | Холандија | партнерство   | 1975. |
| Извор      |           |               |       |